# 安東尼奧·米蘭特
安東尼奧·米蘭特（義大利語：Antonio Mirante；1983年7月8日—）是一位意大利足球運動員，在場上的位置是守門員。曾效力於意大利足球甲級聯賽球隊AC米兰。他也代表意大利國家足球隊參加賽事。

## 榮譽

### 球會
祖雲達斯
- 意乙：2006–07